# Фифи
Фифи́ (лат. Tringa glareola) — видов птиц семейства бекасовых (Scolopacidae). Подвидов не выделяют, ранее род относили к ржанковым.
Фифи достигает длины 19—23 см и массы от 34 до 98 г, размах крыльев 54—57 см. Голова, шея и грудь серо-коричневые с мелкими прожилками; надбровье и горло белые. Верхняя часть тела черновато-коричневая с белыми пятнами, низ белый. У летящей птицы ноги заметно выдаются за край хвоста. По внешности больше всего напоминает черныша и улита-отшельника, однако не является их близким родственником. Из всех улитов ближе всего к нему стоит травник.
Гнездится фифи на земле в тундре, лесотундре, иногда в лесной зоне от горной Шотландии, Северной Европе, в Азии вплоть до Командорских и Алеутских островов. Иногда может строить гнёзда в дуплах или старых гнёздах рябинников. На зиму улетает в Африку, Индию, Юго-Восточную Азию, встречалась также в Австралии. В кладке обычно 3—4 яйца, которые насиживаются самцом и самкой попеременно 22—23 дня.
Питаются на мелководьях и влажной грязи в основном насекомыми и червями, а также мелкими моллюсками.

## Галерея

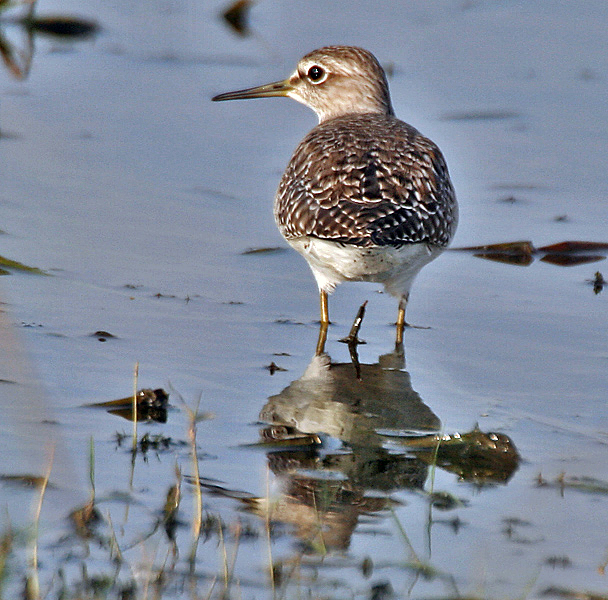
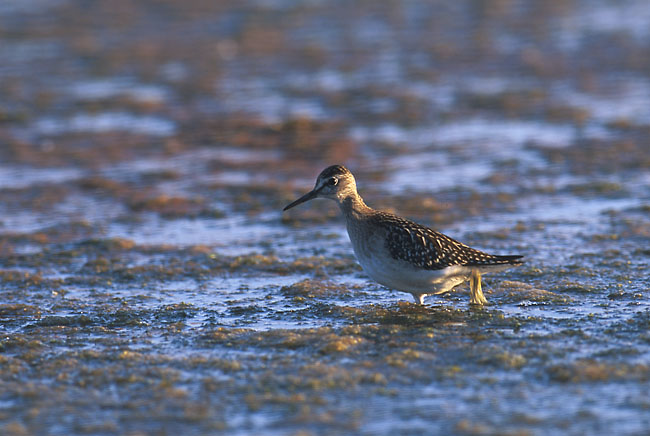
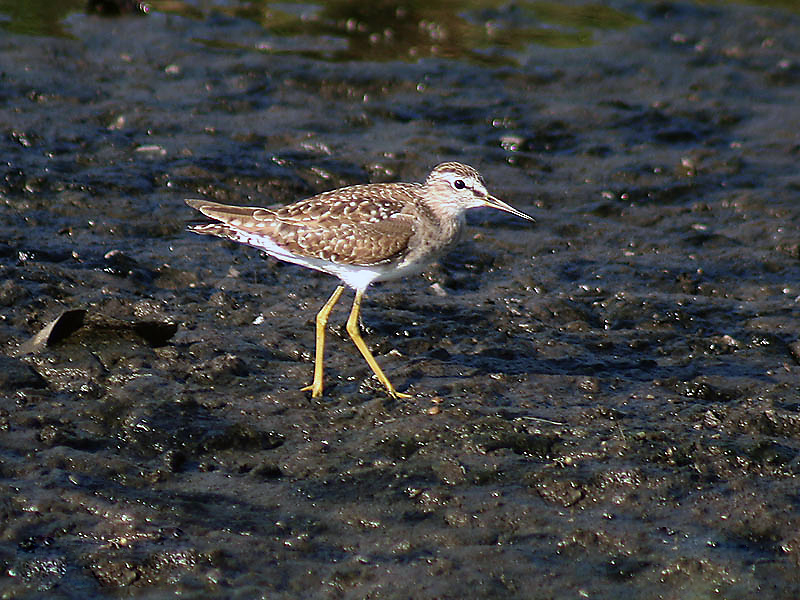
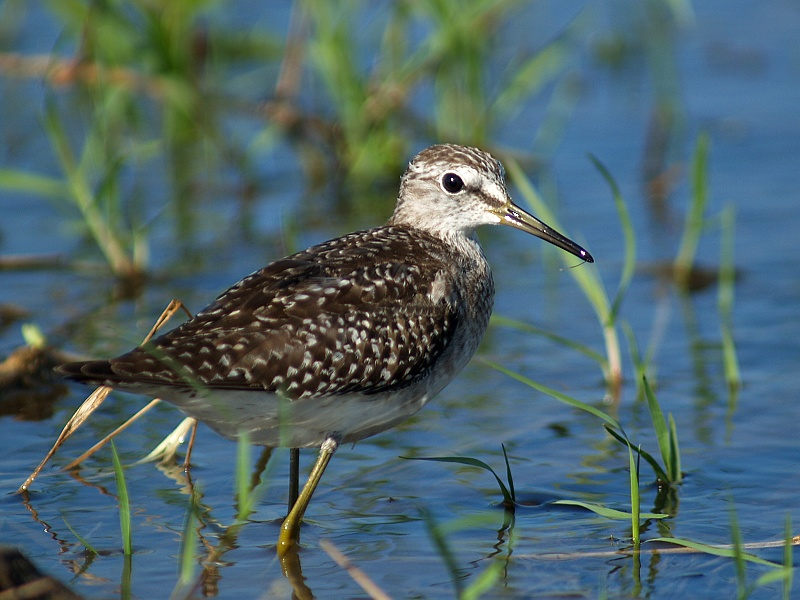
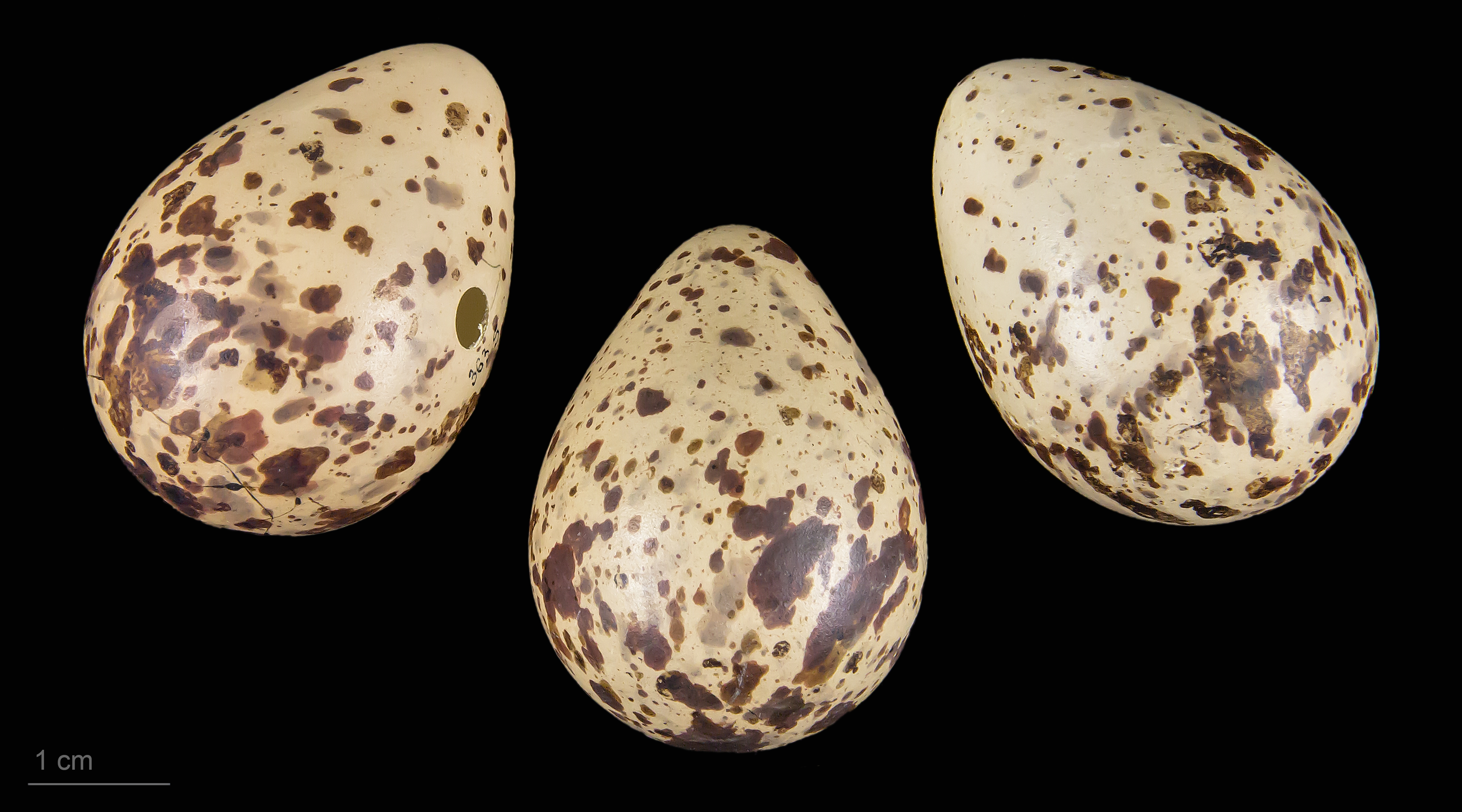
яйцо Tringa glareola - Тулузский музей